# Salvador Kuri
Salvador Kuri Zermeño (* um 1945 in León, Guanajuato), auch bekannt unter dem Spitznamen Chava, ist ein ehemaliger mexikanischer Fußballspieler auf der Position des Torwarts.

## Leben
Kuri begann seine fußballerische Laufbahn bei einer Amateurmannschaft seiner Heimatstadt León und wechselte später zu seinem Heimatverein Club León, in dessen Reservemannschaft er erste Erfahrungen sammeln durfte. An den Sprung in die erste Mannschaft war zu jener Zeit nicht zu denken, zumal an deren Stammtorhüter Antonio Carbajal auch kein Vorbeikommen möglich war. Weil Kuri jedoch in der Reservemannschaft eine überzeugende Leistung bot, wurde er vom CF Torreón verpflichtet, der zu jener Zeit noch in der zweiten Liga spielte. 1969 gelang Kuri mit den Diablos Blancos der Aufstieg in die höchste Spielklasse, in der bereits seit einem Jahr auch der Stadtrivale CF Laguna vertreten war, zu dem Kuri Anfang der 1970er Jahre wechselte. 
In der Saison 1974/75 stand Kuri beim CD Guadalajara unter Vertrag und avancierte in dieser Spielzeit zum Stammtorhüter von Chivas, der in 23 (von 38) Ligaspielen zum Einsatz kam. In der letzten Begegnung dieser Spielzeit, einem Heimspiel gegen Atlético Potosino, das 2:3 verloren wurde, wurde er in der 71. Minute des Feldes verwiesen.
Außerdem stand Kuri noch bei Deportivo Toluca, seinem Heimatverein Club León und bei Atlético Potosino unter Vertrag. 